# Ilex intermedia
Ilex intermedia är en järneksväxtart som beskrevs av Ludwig Eduard Loesener och Friedrich Ludwig Diels. Ilex intermedia ingår i släktet järnekar, och familjen järneksväxter. Inga underarter finns listade i Catalogue of Life.